# Weixdorf (Ortschaft)
Weixdorf ist eine Ortschaft und zugleich ein statistischer Stadtteil von Dresden. Es liegt im äußersten Norden der sächsischen Landeshauptstadt.

## Gliederung
Die Ortschaft Weixdorf setzt sich zusammen aus den historischen Ortsteilen Weixdorf, Lausa, Friedersdorf, Gomlitz und Marsdorf. Der statistische Stadtteil 35 Weixdorf gliedert sich in folgende sechs statistische Bezirke:
- 351 Weixdorf
- 352 Lausa-Fuchsberg
- 353 Lausa (Alte Dresdner Str./Schönburgstr.)
- 354 Alt-Lausa/Friedersdorf
- 355 Gomlitz
- 356 Marsdorf

## Geographie
Weixdorf liegt im Norden von Dresden. Es gehört territorial noch zum Radeberger Land und damit auch zur Westlausitz. Im Süden grenzt Weixdorf an die Dresdner Heide und an Klotzsche, im Nordosten an Ottendorf-Okrilla und im Westen an Radeburg. Wichtigstes Fließgewässer ist der Lausenbach, der im Weixdorfer Gebiet mehrere Teiche speist. Neben dem Großteich, an dem auch ein Waldbad liegt, sind dies der Obere und Untere Mittel- sowie der Mühlteich. Kleinere Erhebungen in Weixdorf sind der Schelsberg (215 m) und der Hohe Busch (225,6 m). Die Gegend rund um Weixdorf wird auch als die Lause bezeichnet.

## Politik
| Ortschaftsratswahl Weixdorf 2024Wahlbeteiligung: 82,1 % 3020100 27,5 %25,2 %19,6 %19,4 %4,4 %3,9 % ZWxCDUSFfWAfDLinkeGrüneGewinne und Verlusteim Vergleich zu 2019 %p 20 18 16 14 12 10 8 6 4 2 0 −2 −4 −6 −8−10−12+3,5 %p−6,2 %p−10,7 %p+19,4 %p+2,1 %p+3,9 %pZWxCDUSFfWAfDLinkeGrüne | Sitzverteilung im Ortschaftsrat Weixdorf seit 2024Insgesamt 12 Sitze - Linke: 1 - SFfW: 2 - ZWx: 4 - CDU: 3 - AfD: 2 |

## Geschichte

### Allgemein
Die heutige Ortschaft Weixdorf entstand 1914 durch den Zusammenschluss der Dörfer Lausa, in das bereits 1879 Friedersdorf eingemeindet wurde, Weixdorf und Gomlitz. Die so entstandene Gemeinde hieß zunächst – nach dem bedeutsamsten dieser Dörfer – Lausa, bis im Jahr 1938 zur Zeit des Nationalsozialismus dieser ursprünglich slawische Ortsname durch das deutschsprachige Weixdorf ersetzt wurde. Nach Aussage des Ortschronisten H. Claus habe es den in manchen Quellen auftauchenden Doppelnamen Weixdorf-Lausa oder Lausa-Weixdorf nie als offizielle Bezeichnung für die Gemeinde in der Zeit zwischen 1914 und 1938 gegeben.
Auf dem Friedhof wurden im Zweiten Weltkrieg 26 zivile Luftkriegstote und zehn Soldaten beigesetzt.
Im Jahr 1965 erfolgte die Eingemeindung von Marsdorf. 1993 schloss Weixdorf eine Gemeindepartnerschaft mit Brühl in Baden-Württemberg. Am 1. Januar 1999 wurde die Gemeinde Weixdorf nach Dresden eingemeindet und besteht seitdem als Ortschaft Weixdorf.

### Einwohnerentwicklung

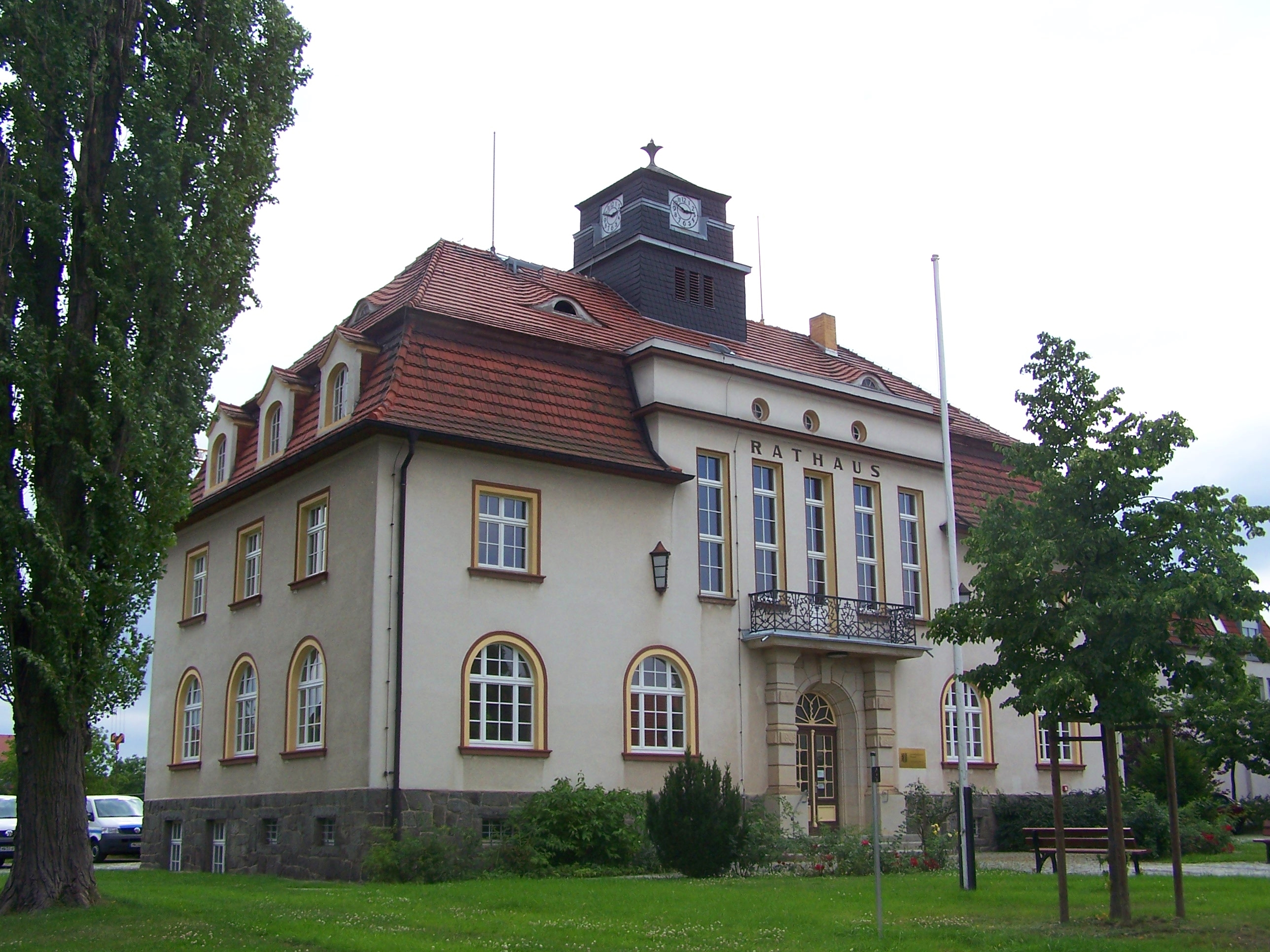
Rathaus Weixdorf

| Jahr | Einwohner |
| ---- | --------- |
| 1890 | 1.602     |
| 1910 | 2.942     |
| 1925 | 3.647     |
| 1939 | 5.478     |
| 1946 | 5.973     |
| 1950 | 5.890     |
| 1964 | 5.726     |

| Jahr | Einwohner |
| ---- | --------- |
| 1990 | 4.482     |
| 1991 | 4.405     |
| 1992 | 4.419     |
| 1993 | 4.449     |
| 1994 | 4.689     |
| 1995 | 4.652     |
| 1996 | 4.878     |
| 1997 |           |
| 1998 | 5.393     |
| 1999 |           |

| Jahr | Einwohner |
| ---- | --------- |
| 2000 | 5.932     |
| 2001 | 5.974     |
| 2002 | 5.983     |
| 2003 | 5.966     |
| 2004 | 5.975     |
| 2005 | 5.960     |
| 2006 | 5.943     |
| 2007 | 5.909     |
| 2008 | 5.926     |
| 2009 | 5.914     |

| Jahr | Einwohner |
| ---- | --------- |
| 2010 | 5.891     |
| 2011 | 5.945     |
| 2012 | 6.039     |
| 2013 | 6.057     |
| 2014 | 6.063     |
| 2015 | 6.060     |
| 2016 | 6.026     |
| 2017 | 5.987     |

### Weixdorfer Rathaus
In den 35 Jahren von 1890 bis 1925 stieg die Einwohnerzahl der damals vier Orte von rund 1600 auf mehr als das Doppelte, auf über 3600 an. Um diesem Wachstum gerecht zu werden, ließ die Gemeinde 1927/1928 relativ zentral ein neues Rathaus bauen, in dem auch eine Sparkasse untergebracht war.
Aufgrund der Umbenennung der Gemeinde trägt das Rathaus am Weixdorfer Rathausplatz heute den Namen Weixdorfs, obwohl es sich in der Gemarkung Lausa befindet. Das inzwischen denkmalgeschützte Gebäude wurde 2011 fachgerecht saniert und dient der Verwaltung der Ortschaft Weixdorf sowie seit 1. Januar 2014 auch der Ortschaften Langebrück und Schönborn.

## Kultur und Sehenswürdigkeiten
Das Weixdorfer Waldbad ist eines der letzten Naturbäder in Dresden und feierte 2006 den 100. Jahrestag seines Bestehens. 
Im Ort gibt es einen Sportverein, die SG Weixdorf, dessen Sportgelände in den letzten Jahren erneuert und ausgebaut wurde (Forstsportplatz). Die Fußballmannschaft spielt in der 7. Liga, der Landesklasse Sachsen Ost. Einem Unterstützerkreis dieses Vereins ist es gelungen, mit einer eigenen Liste, den „Sportfreunden Weixdorf“, bei den Kommunalwahlen 2004 und 2009 jeweils die zweitstärkste Fraktion nach der CDU im Weixdorfer Ortschaftsrat zu stellen.
Sehenswürdig ist die Weixdorfer Kirche. Sie befindet sich im Ortsteil Lausa und wird nach Samuel David Roller, der in der ersten Hälfte des 19. Jahrhunderts dort als Pfarrer wirkte und durch Wilhelm von Kügelgens Buch „Jugenderinnerungen eines alten Mannes“ bleibende Erinnerung fand, auch Pastor-Roller-Kirche genannt.

## Verkehr

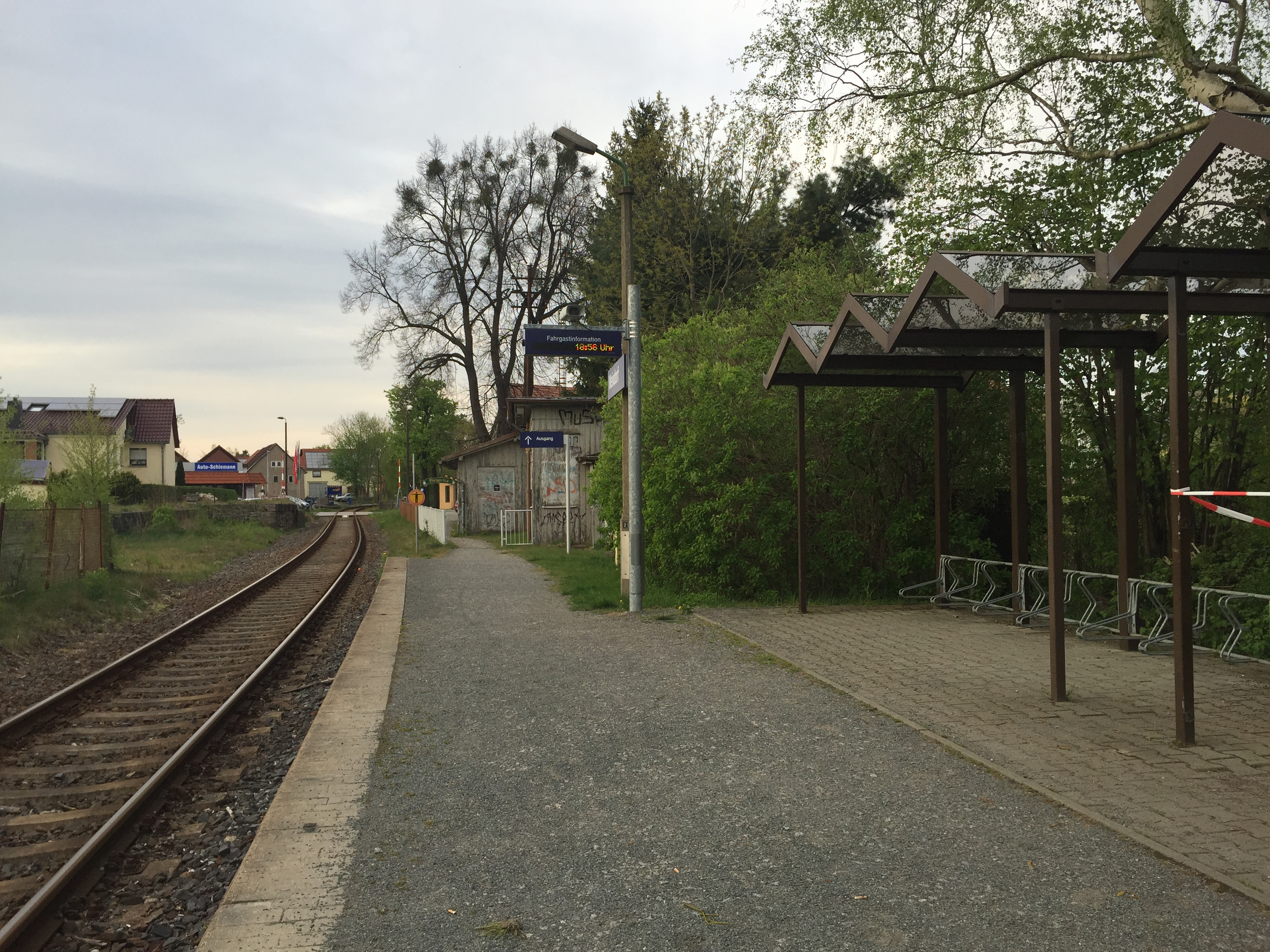
Haltepunkt Weixdorf, 2015

Der Haltepunkt Weixdorf sowie der Haltepunkt Weixdorf Bad liegen an der Bahnstrecke Dresden-Klotzsche–Königsbrück. Sie werden durch die Linie RB33 im Stundentakt bedient.